# V/時給850円のサンタクロース
「V/時給850円のサンタクロース」（ボルト/じきゅうはっぴゃくごじゅうえんのサンタクロース）は、遊助の14枚目のシングル。2013年12月4日にソニー・ミュージックレコーズから発売された。

## 概要
前作「とうもろこし/Earth Child」から約4か月ぶりのシングルであり、2作連続の両A面シングルである。
「V（ボルト）」は、テレビ東京系アニメ『ポケットモンスター XY』オープニングテーマ、「時給850円のサンタクロース」は、クリスマスソング「ジングルベル」をサンプリングした曲。初回生産限定盤Aのジャケットには、ピカチュウが描かれており、特典として「ピカチュウおりがみ」が封入されている。初回生産限定盤Bには、クリスマススリーブケースが特典として付属されている。
また、『ポケットモンスター XY』のOPテーマである「V」はBillboard JAPAN Hot Animationチャートにて初の1位を獲得した。『劇場版 NARUTO -ナルト- ブラッド・プリズン』の主題歌である「雄叫び」の2位がそれまでの遊助の最高位であったが、それを更新する形となった。
アルバム『あの・・旅の途中なんですケド。』には「V」のみ収録され、「時給850円のサンタクロース」は収録されていない。

## CD特典
- 初回生産限定盤A
  - CD+DVD（約5分）
  - ポケモン書き下ろし絵柄ジャケット仕様
  - ピカチュウおりがみ封入
- 初回生産限定盤B
  - CD+DVD（約2分）
  - クリスマススリーブケース仕様
- 通常盤
  - CDのみ（ボーナストラック収録）
  - 初回仕様限定盤のみ、ポケットカレンダー+遊助 黄色いサンタのドキドキくじ2013封入

## 収録曲
全作詞：遊助

### 通常盤
1. V（ボルト） [3:48]
作曲：たなかひろかず、編曲：CHOKKAKU
  - テレビ東京系アニメ『ポケットモンスター XY』OPテーマ
  - 2014年6月18日発売の「Sunshine/メガV」にリミックスバージョンが収録されている。
2. 時給850円のサンタクロース [3:41]
作曲・編曲：N.O.B.B
3. 銀座線 [4:04]
作曲：Soulife・遊助、編曲：Soulife
4. 碧の空 [4:38]
作曲・編曲：N.O.B.B

### 初回生産限定盤A
CD
1. V（ボルト）
2. 時給850円のサンタクロース
3. 銀座線
4. V -instrumental-

DVD
1. 「V」　Music Video
2. TVアニメ『ポケットモンスター XY』オープニング映像

### 初回生産限定盤B
CD
1. 時給850円のサンタクロース
2. V（ボルト）
3. 銀座線
4. 時給850円のサンタクロース -instrumental-

DVD
1. 「時給850円のサンタクロース」　Music Video

## カバー
V（ボルト）
- 竹内浩明 - 日本コロムビア版カバー音源。2014年2月26日発売『2014 うんどう会(4) オープン ア ブック』が初出
- 松本梨香 with J☆Dee'Z - 2014年7月23日発売『ポケモンで踊ろう with J☆Dee'Z』